# Bati Youth Football Academy
Học viện bóng đá trẻ Bati còn được gọi là Học viện bóng đá quốc gia (tiếng Khmer: សាលា បាល់ទាត់ ជាតិ) là một đội bóng có các cầu thủ dưới 18 tuổi do FFC (Liên đoàn bóng đá Campuchia) sở hữu và điều hành. Đội được mời tham dự Giải vô địch Campuchia 2019 như một dự án nhằm đưa các cầu thủ trẻ đến các cuộc thi cấp cao hơn để cạnh tranh trong các cuộc thi quốc tế khác nhau như SEA Games.

## Thống kê đội hình
| STT | Vị trí | Tên                 | VĐQG | VĐQG      | Hun Sen Cup | Hun Sen Cup | Tổng cộng | Tổng cộng |
| STT | Vị trí | Tên                 | Trận | Bàn thắng | Trận        | Bàn thắng   | Trận      | Bàn thắng |
| --- | ------ | ------------------- | ---- | --------- | ----------- | ----------- | --------- | --------- |
| 1   | GK     | Tha Chan Rithy      | 9    | 0         | 0           | 0           | 9         | 0         |
| 2   | DF     | Ry Leabpheng        | 8    | 0         | 0           | 0           | 8         | 0         |
| 3   | DF     | Chhim Pich Punleu   | 2    | 0         | 0           | 0           | 2         | 0         |
| 4   | DF     | Choung Makara       | 8    | 0         | 0           | 0           | 8         | 0         |
| 5   | MF     | Sao Vaifei          | 4(3) | 0         | 0           | 0           | 4(3)      | 0         |
| 6   | MF     | Im Vinun            | 8(1) | 0         | 0           | 0           | 8(1)      | 0         |
| 7   | MF     | Ean Pisey           | 9    | 1         | 0           | 0           | 9         | 1         |
| 8   | MF     | Chu Sinti           | 4(1) | 0         | 0           | 0           | 4(1)      | 0         |
| 9   | FW     | Seang Chanthea (C)  | 8    | 4         | 0           | 0           | 8         | 4         |
| 10  | FW     | Bunthoeun Bunnarong | 5(1) | 4         | 0           | 0           | 5(1)      | 4         |
| 11  | FW     | Srouch Chivon       | 0(3) | 0         | 0           | 0           | 0(3)      | 0         |
| 12  | MF     | Chea Sokmeng        | 7    | 0         | 0           | 0           | 7         | 0         |
| 13  | GK     | Koy Salim           | 0    | 0         | 0           | 0           | 0         | 0         |
| 14  | FW     | Phem Taosinh        | 3    | 0         | 0           | 0           | 3         | 0         |
| 16  | MF     | Tann Poti           | 2    | 0         | 0           | 0           | 2         | 0         |
| 18  | MF     | Nou Chenmakara      | 0(1) | 0         | 0           | 0           | 0(1)      | 0         |
| 19  | MF     | Seng Sambath        | 8    | 0         | 0           | 0           | 8         | 0         |
| 20  | FW     | Thy Leang           | 8    | 0         | 0           | 0           | 8         | 0         |
| 23  | DF     | Tang Bunchhay       | 2    | 0         | 0           | 0           | 1         | 0         |
| 24  | MF     | Sa Ty               | 3    | 0         | 0           | 0           | 2         | 0         |